# إيفان ألونزو
إيفان ألونزو (بالإسبانية: Iván Alonso)‏ (مواليد 10 أبريل 1979 في مونتيفيديو - الأوروغواي) لاعب كرة قدم أوروغواياني يلعب حاليا لصالح نادي الدرجة الأولى إسبانيول الإسباني منذ 2009 في مركز المهاجم .

## روابط خارجية
- إيفان ألونزو على موقع إي إس بي إن إف سي (الإنجليزية)
- إيفان ألونزو على موقع قاعدة بيانات كرة القدم.إي يو (الإنجليزية)
- إيفان ألونزو على موقع Soccerway.com (الإنجليزية)
- إيفان ألونزو على موقع عالم كرة القدم.نت (الإنجليزية)
- إيفان ألونزو على موقع AS.com (الإسبانية)